# قائمة إصدارات الطوابع في أوكرانيا لسنة 2007
هذه قائمة الطوابع البريدية التي أصدرها البريد الأوكراني للتداول في عام 2007.
في الفترة من 12 يناير إلى 22 ديسمبر 2007، أصدر 91 طابعًا بريديًا، شملت 76 الطوابع التذكارية وكذلك 15 طابعا من الإصدار السابع للطوابع القياسية (2007–2011)، غطت الطوابع التذكارية ذكرى التواريخ المهمة والأحداث وذكرى الشخصيات الثقافية البارزة وغيرها.
وقد كانت الطوابع بالفئات التالية:
- 0.70 هريفنا
- 1.00 هريفنا
- 1.50 هريفنا
- 2.50 هريفنا
- 3.33 هريفنا
- 3.35 هريفنا
- 3.50 هريفنا

أما طوابع قياسية فكانت بالقيم التالية:
- 0,01 هريفنا
- 0,03 هريفنا
- 0,05 هريفنا
- 0,10 هريفنا
- 0,50 هريفنا
- 0,60 هريفنا
- 0,70 هريفنا
- 0,85 هريفنا
- 1,00 هريفنا
- 2,00 هريفنا

بالإضافة إلى القيم الاسمية المقيدة الحروف التالية:
- «Ж»
- «Є»
- «N»
- «P»
- «R»

هذه الطوابع التي كانت ضمن الإصدار القياسي السابع كانت ضمن إصدارات طوابع بريدية أوكرانية حملت قيمًا على شكل حروف من الأبجدية الأوكرانية، كان هذا يشير إلى نظام مؤقت للقيمة بسبب التضخم المفرط الذي كانت تعاني منه البلاد منذ أوائل التسعينيات بعد انهيار الاتحاد السوفيتي. فعوضا عن الأرقام التي تحدد قيمة الطابع برقم معين (مثل 10 أو 50 كوبيك)، فقد استعملت حروف أوكرانية، وهذا بسبب أن القيم متغيرة وأن هذه الحروف لم تكن تمثل قيمة ثابتة بالمعنى التقليدي. بدلاً من ذلك، كانت تمثل فئة سعرية أو تعرفة بريدية محددة في ذلك الوقت.
وهكذا فقد كان يصدر تعديل دوري نظرًا للتضخم السريع، وقد كانت قيمة هذه الفئات السعرية التي تمثلها الحروف تتغير دوريا (أسبوعيًا في بعض الأحيان) لمواكبة تقلبات سعر الصرف مقابل الدولار الأمريكي وتكاليف البريد المتزايدة. كذلك كان استخدام الحروف أسهل وأسرع من إعادة طباعة طوابع جديدة بأرقام مختلفة كل فترة قصيرة، وكان يعلن عن قيمة كل حرف بالعملة المحلية (الكاربوفانيتس الأوكراني ثم الهريفنيا الأوكرانية) دوريا. مثلا قد يمثل الطابع الذي يحمل الحرف "А" قيمة معينة للرسائل المحلية العادية، بينما يمثل الطابع الذي يحمل الحرف "Б" قيمة أعلى للرسائل المسجلة أو المرسلة إلى وجهات أبعد.
استخدم هذا النظام بين عامي 1994 و1996 حتى استقر الوضع الاقتصادي وأدخلت العملة الوطنية الجديدة، (الهريفنيا الأوكرانية) (₴)، في عام 1996. بعد ذلك، بدأت الطوابع تحمل قيمًا رقمية ثابتة بالهريفنيا والكوبيك (الوحدة الأصغر للهريفنيا). وأعيد استخدام هذه النظام لاحقا في الإصدارات اللاحقة.
لذلك، فإن الحروف الأوكرانية على طوابع لم تكن مجرد رموز عشوائية، بل كانت نظامًا عمليًا مؤقتًا لتحديد قيمة الطوابع في ظل الظروف الاقتصادية الصعبة التي مرت بها أوكرانيا في تلك الفترة.
طُبعت كل الطوابع في مؤسسة "دار الطباعة الأوكراني" المملوكة للدولة.

## قائمة الطوابع التذكارية
| التسلسل في الكتالوج                                                                             | الصورة | الوصف والمصادر | القيمة                     | تاريخ طرحها للتداول | كمية الإصدار | المصمم                                           |
| ----------------------------------------------------------------------------------------------- | ------ | --- | -------------------------- | ------------------- | ------------ | ------------------------------------------------ |
| رقم 789                                                                                         |        | إيلاريون أوهينكو (1882—1972). | 0,70 هريفنا                | 12 يناير 2007 م     | 200٬000      | كليشار غينادي أناتوليوفيتش                       |
| رقم 805                                                                                         |        | «كاتدرائية القديس ميخائيل في أديلايد (أستراليا) مع ملصقة. | 3,35 هريفنا                | 9 فبراير 2007 م     | 150٬000      | ماريا هايكو                                      |
| رقم 806 رقم 807                                                                                 |        | ورقة طوابع تذكارية رقم 59 «تاراس شيفتشينكو» من سلسلة «الذكرى المئوية الثانية لميلاد تاراس شيفتشينكو» - قصيدة القدر - صور ذاتية لتاراس شيفتشينكو. | 2,50 3,35 هريفنا           | 23 فبراير 2007 م    | 125٬000      | تاران فولوديمير فاسيليفيتش                       |
| رقم 808                                                                                         |        | طابع مع ملصقة «زفاف سعيد!». | 0,70 هريفنا                | 1 مارس 2007 م       | 100٬000      | كالميكوف أوليكساندر فيدوروفيتش                   |
| رقم 809                                                                                         |        | طابع مع ملصقة «زهور». | 0,70 هريفنا                | 1 مارس 2007 م       | 200٬000      | كالميكوف أوليكساندر فيدوروفيتش                   |
| رقم 810                                                                                         |        | طابع مع ملصقة «كييف بيشيرسك لافرا». | 0,70 هريفنا                | 1 مارس 2007 م       | 200 000      | كالميكوف أوليكساندر فيدوروفيتش                   |
| رقم 811                                                                                         |        | طابع مع ملصقة «تضرع المنتصرة». | 0,70 هريفنا                | 1 مارس 2007 م       | 200٬000      | كالميكوف أوليكساندر فيدوروفيتش                   |
| رقم 812                                                                                         |        | سلسلة «أوكرانيا دولة فضائية»: البرنامج الدولي "الإطلاق البحري". | 0,70 هريفنا                | 12 أبريل 2007 م     | 150٬000      | فاسيل فاسيلنكو                                   |
| رقم 813                                                                                         |        | سلسلة «أوكرانيا دولة فضائية»: ليونيد كادينوك — أول رائد فضاء أوكراني. | 0,70 هريفنا                | 12 أبريل 2007 م     | 150٬000      | فاسيل فاسيلنكو                                   |
| رقم 814 رقم 815                                                                                 |        | طابعان متجاوران أوروبا 2007. «100 عام من الحركة الكشفية» تتضمن الطوابع شعار الحركة الكشفية الدولية وصور الكشافة الأوكرانيين من عشرينيات القرن العشرين.. | 2,50 3,35 هريفنا           | 28 أبريل 2007 م     | 150٬000      | كالميكوف أوليكساندر فيدوروفيتش                   |
| رقم 818                                                                                         |        | سلسلة «كييف من خلال عيون الفنانين»: لوحة الفنان فيتالي بتروفسكي. "يوم مشمس" تظهر شارع ياروسلافيف فال. (1997). | 0,70 هريفنا                | 18 مايو 2007 م      | 150٬000      | أوكسانا تيرنافسكا                                |
| رقم 819                                                                                         |        | سلسلة «كييف من خلال عيون الفنانين»: لوحة الفنانة تاتيانا كوجاي. شارع الذكريات. (2004). | 0,70 هريفنا                | 18 مايو 2007 م      | 150٬000      | أوكسانا تيرنافسكا                                |
| رقم 820                                                                                         |        | سلسلة «كييف من خلال عيون الفنانين»: لوحة الفنانة يوليا كوزنتسوفا. التجول حول كييف. (2004). | 0,70 هريفنا                | 18 مايو 2007 م      | 150٬000      | أوكسانا تيرنافسكا                                |
| رقم 821                                                                                         |        | سلسلة «كييف من خلال عيون الفنانين»: لوحة الفنانة ماريا لاشكفيتش. "إنها تثلج". (2007). | 0,70 هريفنا                | 18 مايو 2007 م      | 150٬000      | أوكسانا تيرنافسكا                                |
| رقم 822                                                                                         |        | إيغور سترافينسكي (1882—1971). | 0,70 هريفنا                | 8 يونيو 2007 م      | 150٬000      | فاسيل فاسيلنكو                                   |
| رقم 823 رقم 824 رقم 825 رقم 826 رقم 827 رقم 828                                                 |        | ورقة طوابع تذكارية رقم 61 «الكلاب»: - البج - ساطر إيرلندي - ملموت ألاسكي - ضرو قصير - درواس بلدغ - كوكر سبانيل الأمريكي. | 0,70 هريفنا                | 15 يونيو 2007 م     | 150٬000      | تيتيانا لازورينكو                                |
| رقم 823                                                                                         |        | أحد مجموعة ورقة: «الكلاب»: - البج. | 0,70 هريفنا                | 15 يونيو 2007 م     | 150٬000      | تيتيانا لازورينكو                                |
| رقم 824                                                                                         |        | أحد مجموعة ورقة: «الكلاب»: - ساطر إيرلندي. | 0,70 هريفنا                | 15 يونيو 2007 م     | 150٬000      | تيتيانا لازورينكو                                |
| رقم 825                                                                                         |        | أحد مجموعة ورقة: «الكلاب»: - ملموت ألاسكي. | 0,70 هريفنا                | 15 يونيو 2007 م     | 150٬000      | تيتيانا لازورينكو                                |
| رقم 826                                                                                         |        | أحد مجموعة ورقة: «الكلاب»: - ضرو قصير. | 0,70 هريفنا                | 15 يونيو 2007 م     | 150٬000      | تيتيانا لازورينكو                                |
| رقم 827                                                                                         |        | أحد مجموعة ورقة: «الكلاب»: - درواس بلدغ. | 0,70 هريفنا                | 15 يونيو 2007 م     | 150٬000      | تيتيانا لازورينكو                                |
| رقم 828                                                                                         |        | أحد مجموعة ورقة: «الكلاب»: - كوكر سبانيل الأمريكي. | 0,70 هريفنا                | 15 يونيو 2007 م     | 150٬000      | تيتيانا لازورينكو                                |
| رقم 829 رقم 830 رقم 831 رقم 832 رقم 833 رقم 834                                                 |        | ورقة طوابع تذكارية رقم 62 «القطط»: - قط أمريكي قصير الشعر - قط فرعوني - قط إسكتلندي مطوي الأذن - قط ذو أقدام بيضاء - قط روسي - قط صومالي. | 0,70 هريفنا                | 15 يونيو 2007 م     | 150٬000      | لاريسا ميلنيك                                    |
| رقم 829                                                                                         |        | أحد مجموعة ورقة: «القطط»: - قط أمريكي قصير الشعر. | 0,70 هريفنا                | 15 يونيو 2007 م     | 150٬000      | لاريسا ميلنيك                                    |
| رقم 830                                                                                         |        | أحد مجموعة ورقة: «القطط»: - قط فرعوني. | 0,70 هريفنا                | 15 يونيو 2007 م     | 150٬000      | لاريسا ميلنيك                                    |
| رقم 831                                                                                         |        | أحد مجموعة ورقة: «القطط»: - قط إسكتلندي مطوي الأذن. | 0,70 هريفنا                | 15 يونيو 2007 م     | 150٬000      | لاريسا ميلنيك                                    |
| رقم 832                                                                                         |        | أحد مجموعة ورقة: «القطط»: - قط ذو أقدام بيضاء. | 0,70 هريفنا                | 15 يونيو 2007 م     | 150٬000      | لاريسا ميلنيك                                    |
| رقم 833                                                                                         |        | أحد مجموعة ورقة: «القطط»: - قط روسي. | 0,70 هريفنا                | 15 يونيو 2007 م     | 150٬000      | لاريسا ميلنيك                                    |
| رقم 834                                                                                         |        | أحد مجموعة ورقة: «القطط»: - قط صومالي. | 0,70 هريفنا                | 15 يونيو 2007 م     | 150٬000      | لاريسا ميلنيك                                    |
| رقم 835                                                                                         |        | الذكرى المئوية لميلاد رومان شوخيفيتش (1907-1950). | 0,70 هريفنا                | 29 يونيو 2007 م     | 140٬000      | فاسيل فاسيلنكو                                   |
| رقم 836                                                                                         |        | سلسلة «صناعة القاطرات في أوكرانيا»: - قاطرة سوفيتية من الفئة تي1. | 0,70 هريفنا                | 13 يوليو 2007 م     | 140٬000      | فاليري رودينكو                                   |
| رقم 837                                                                                         |        | سلسلة «صناعة القاطرات في أوكرانيا»: - قاطرة سوفيتية من الفئة تي2. | 0,70 هريفنا                | 13 يوليو 2007 م     | 140٬000      | فاليري رودينكو                                   |
| رقم 838                                                                                         |        | سلسلة «صناعة القاطرات في أوكرانيا»: - قاطرة سوفيتية من الفئة تي3. | 0,70 هريفنا                | 13 يوليو 2007 م     | 140٬000      | فاليري رودينكو                                   |
| رقم 839                                                                                         |        | سلسلة «Локомотивобудування в Україні»: - قاطرة سوفيتية من الفئة تي7. | 0,70 هريفنا                | 13 يوليو 2007 م     | 140٬000      | فاليري رودينكو                                   |
| رقم 840 رقم 841 رقم 842 رقم 843 رقم 844 رقم 845 رقم 846 رقم 847 رقم 848 رقم 849 رقم 850 رقم 851 |        | «أغطية الرأس التقليدية لحفلات الزفاف في أوكرانيا» الطوابع تصور أغطية الرأس لمناطق أوكرانيا (رقم الطابع بين القوسين): - أصل غير معروف (840) - بوليسيا (841) - مقاطعة إيفانو فرانكيفسك (842) - مقاطعة لفيف (843) - مقاطعة كييف (844) - مقاطعة إيفانو فرانكيفسك (845) - مقاطعة لفيف (846) - مقاطعة إيفانو فرانكيفسك (847) - مقاطعة ترنوبل (848) - مقاطعة ترنوبل (849) - مقاطعة إيفانو فرانكيفسك (850) - مقاطعة ترنوبل (851). معظم أغطية الرأس هي معروضات في متحف الإثنوغرافيا والحرف اليدوية في لفيف. | 0,70 هريفنا                | 23 أغسطس 2007 م     | 150٬000      | فاسيل فاسيلنكو سفيتلانا بوندار                   |
| رقم 852 رقم 853                                                                                 |        | طابعان متجاوران مع ملصقة «إصدار مشترك بين أوكرانيا ومولدوفا» - حفش روسي (Acipenser guldenstadtii) - زنجل شائع (Zingel zingel). | 1,50 هريفنا                | 6 سبتمبر 2007 م     | 150٬000      | إيلينا كاراتشينتسيفا كوزنيتسوف غينادي يوخيموفيتش |
| رقم 854                                                                                         |        | «ذكرى 1100 عام على تأسيس بيرياسلاف-خميلنيتسكي». | 0,70 هريفنا                | 16 سبتمبر 2007 م    | 170٬000      | ميكولا سافوفيتش كوتشوبي                          |
| رقم 855 رقم 856 رقم 857 رقم 858                                                                 |        | ورقة طوابع صغيرة من أربعة طوابع تظهر عليه صور «البجعة البيضاء (Pelekanus onocrotalus)». | 0,70 1,50 2,50 3,50 هريفنا | 20 سبتمبر 2007 م    | 35٬000       | أوليكساندر ليجكوبيت                              |
| رقم 855 رقم 856 رقم 857 رقم 858                                                                 |        | أربع طوابع متجاورة: «البجعة البيضاء (Pelekanus onocrotalus)». | 0,70 1,50 2,50 3,50 هريفنا | 20 سبتمبر 2007 م    | 170٬000      | أوليكساندر ليجكوبيت                              |
| رقم 859                                                                                         |        | ورقة طوابع تذكارية: «50 عامًا منذ إطلاق أول قمر صناعي للأرض» تُظهر هوامش ورقة الطوابع أسماء المصممين سيرجي كوروليف وفالونتين غلوشكو. | 3,33 هريفنا                | 4 أكتوبر 2007 م     | 100٬000      | كالميكوف أوليكساندر فيدوروفيتش                   |
| رقم 860 رقم 861 رقم 862 رقم 863 رقم 864 رقم 865                                                 |        | ورقة طوابع تذكارية: رقم 64 «سمات العمارة الشعبية. الكوخ الأوكراني (خاتا (Q7304607))» (6 طوابع + 6 ملصقة\|ملصقات): - بودوليا - مقاطعة كييف - منطقة لمكو - منطقة هوتسول (Q2984921) - فولينيا - سلوبودا أوكرانيا (Q598570). | 0,70 هريفنا                | 24 أكتوبر 2007 م    | 120٬000      | لوغفين يوري غريغوروفيتش                          |
| رقم 866 رقم 867 رقم 868 رقم 869 رقم 870 رقم 871                                                 |        | ورقة طوابع تذكارية: رقم 65 «سمات العمارة الشعبية. الكوخ الأوكراني (خاتا (Q7304607))» (6 طوابع + 6 ملصقات): - بوليسيا - مقاطعة بولتافا - بوكوفينا - بويكيفشتشينا (Q2040749) - مقاطعة بولتافا - أراضي دنيبر المنخفضة (بودنيبروفيا (Q21684246)). | 0,70 هريفنا                | 24 أكتوبر 2007 م    | 120٬000      | لوغفين يوري غريغوروفيتش                          |
| رقم 872 رقم 873                                                                                 |        | طابعان متجاوران «لمناسبة رأس السنة وعيد الميلاد!». | 0,70 هريفنا                | 16 نوفمبر 2007 م    | 270٬000      | كاترينا شتانكو                                   |
| رقم 874                                                                                         |        | طابع مع ملصقة «لمناسبة رأس السنة وعيد الميلاد!». | 1,00 гривня                | 23 نوفمبر 2007 م    | 100٬000      | كاترينا شتانكو                                   |
| رقم 875                                                                                         |        | نحو «يورو 2012 في أوكرانيا وبولندا». | 3,33 هريفنا                | 22 ديسمبر 2007 م    | 200٬000      | د. شفيتس                                         |
| رقم 876 رقم 877 رقم 878 رقم 879 رقم 880 رقم 881                                                 |        | ورقة طوابع تذكارية: رقم 66 «الزي الوطني الأوكراني» - مقاطعة خملنيتسكي: كوليادا - مقاطعة خملنيتسكي: يوم شموع الزفاف (أو يوم القديس سمعان العمودي) - مقاطعة تشيرنيفتسي: Q3407308 - مقاطعة تشيرنيفتسي: عيد صعود يسوع - مقاطعة زاكارباتيا. عيد كوزما ودميان - مقاطعة زاكارباتيا. يوم الفرح. | 0,70 هريفنا                | 22 ديسمبر 2007 م    | 120٬000      | ميكولا سافوفيتش كوتشوبي                          |
| رقم 876 رقم 877                                                                                 |        | طابعان متجاوران «الزي الوطني الأوكراني. مقاطعة خملنيتسكي»: - مقاطعة خملنيتسكي: كوليادا - مقاطعة خملنيتسكي: يوم شموع الزفاف (أو يوم القديس سمعان العمودي) | 0,70 هريفنا                | 22 ديسمبر 2007 م    | 150٬000      | ميكولا سافوفيتش كوتشوبي                          |
| رقم 878 رقم 879                                                                                 |        | طابعان متجاوران «الزي الوطني الأوكراني. مقاطعة تشيرنيفتسي»: - Q3407308 - عيد صعود يسوع | 0,70 هريفنا                | 22 ديسمبر 2007 م    | 150٬000      | ميكولا سافوفيتش كوتشوبي                          |
| رقم 880 رقم 881                                                                                 |        | طابعان متجاوران «الزي الوطني الأوكراني. مقاطعة زاكارباتيا»: - عيد كوزما ودميان - يوم الفرح | 0,70 هريفنا                | 22 ديسمبر 2007 م    | 150٬000      | ميكولا سافوفيتش كوتشوبي                          |

## الإصدار السابع من الطوابع القياسية (الدائمة)
| التسلسل في الكتالوج | الصورة | الوصف والمصادر                 | القيمة      | تاريخ طرحها للتداول | كيمة الإصدار | المصمم         |
| ------------------- | ------ | ------------------------------ | ----------- | ------------------- | ------------ | -------------- |
| رقم 794             |        | «عجلة المغزل أو العرناس»       | 0,50 هريفنا | 26 يناير 2007 م     | كمية كبيرة   | كاترينا شتانكو |
| رقم 795             |        | «سوليا (وهي قنينة أو دامجانة)» | 0,60 هريفنا | 26 يناير 2007 م     | كمية كبيرة   | كاترينا شتانكو |
| رقم 797             |        | «مغرفة (كوفش)»                 | 0,85 هريفنا | 26 يناير 2007 م     | كمية كبيرة   | كاترينا شتانكو |
| رقم 792             |        | «أكرينة»                       | 0,05 هريفنا | 16 مارس 2007 م      | كمية كبيرة   | كاترينا شتانكو |
| رقم 796             |        | «قومجان (Q7248378)»            | 0,70 هريفنا | 16 مارس 2007 م      | كمية كبيرة   | كاترينا شتانكو |
| رقم 799             |        | «قومجان (Q7248378)»            | 2,00 هريفنا | 16 مارس 2007 م      | كمية كبيرة   | كاترينا شتانكو |
| رقم 803             |        | «كوز»                          | R           | 16 مارس 2007 م      | كمية كبيرة   | كاترينا شتانكو |
| رقم 804             |        | «دمية خرقية»                   | P           | 16 مارس 2007 م      | كمية كبيرة   | كاترينا شتانكو |
| رقم 798             |        | «إبريق»                        | 1,00 гривня | 6 أبريل 2007 م      | كمية كبيرة   | كاترينا شتانكو |
| رقم 800             |        | «شمعدان»                       | N           | 6 أبريل 2007 م      | كمية كبيرة   | كاترينا شتانكو |
| رقم 801             |        | «دمية على شكل ثور»             | Ж           | 6 أبريل 2007 م      | كمية كبيرة   | كاترينا شتانكو |
| رقم 790             |        | «إناءان توأمان»                | 0,01 هريفنا | 14 أبريل 2007 م     | كمية كبيرة   | كاترينا شتانكو |
| رقم 791             |        | «دمية على شكل حصان»            | 0,03 هريفنا | 14 أبريل 2007 م     | كمية كبيرة   | كاترينا شتانكو |
| رقم 793             |        | «جرة فخارية (Q4241131)»        | 0,10 هريفنا | 14 أبريل 2007 م     | كمية كبيرة   | كاترينا شتانكو |
| رقم 802             |        | «دواة»                         | Є           | 14 أبريل 2007 م     | كمية كبيرة   | كاترينا شتانكو |

## غلاف أول يوم
توفر غلاف إصدار أول يوم التالي:
| التسلسل في الكتالوج | الظرف البريدي | العلامة البريدية | الوصف والمصدر                     | تاريخ طرحها للتداول | كيمة الإصدار | المصمم   |
| ------------------- | ------------- | ---------------- | --------------------------------- | ------------------- | ------------ | -------- |
| رقم 875             |               |                  | نحو يورو 2012 في أوكرانيا وبولندا | 22 ديسمبر 2007 م    | 200 000      | د. شفيتس |

## التعليقات
1. ↑  يتوافق مؤشر الحرف «R» مع فئة $ 0,90.[7]
2. ↑  يتوافق مؤشر الحرف «P» مع فئة $ 2,00.[7]
3. ↑  يتوافق مؤشر الحرف «N» مع فئة $ 0,60.[7]
4. ↑  يتوافق مؤشر الحرف «Ж» مع فئة $ 1,00.[7]
5. ↑  يتوافق مؤشر الحرف «Є» مع فئة $ 0,70.[7]

## روابط خارجية
- Каталог продукції Укрпошти نسخة محفوظة 12 травня 2015 على موقع واي باك مشين.
- "Каталог марок України: 2007". КМД УДППЗ «Укрпошта». مؤرشف من الأصل في 18 березня 2018. اطلع عليه بتاريخ 2018-03-28. {{استشهاد ويب}}: تحقق من التاريخ في: |تاريخ أرشيف= (مساعدة)
- "Ukraine: 2007". Former Soviet Union New Issues (بالإنجليزية). Издательство «Нестор» (Nestor Publishers). Archived from the original on 18 березня 2018. Retrieved 2018-03-28. {{استشهاد ويب}}: تحقق من التاريخ في: |تاريخ أرشيف= (help)
- post-stamps.info: Марки Украины + УФ (2007) نسخة محفوظة 24 жовтня 2014 على موقع واي باك مشين. (بالروسية)
- Філателістичний каталог марок України (2007) نسخة محفوظة 18 березня 2018 at Archive.is (بالإنجليزية)